# シェルドン・アデルソン

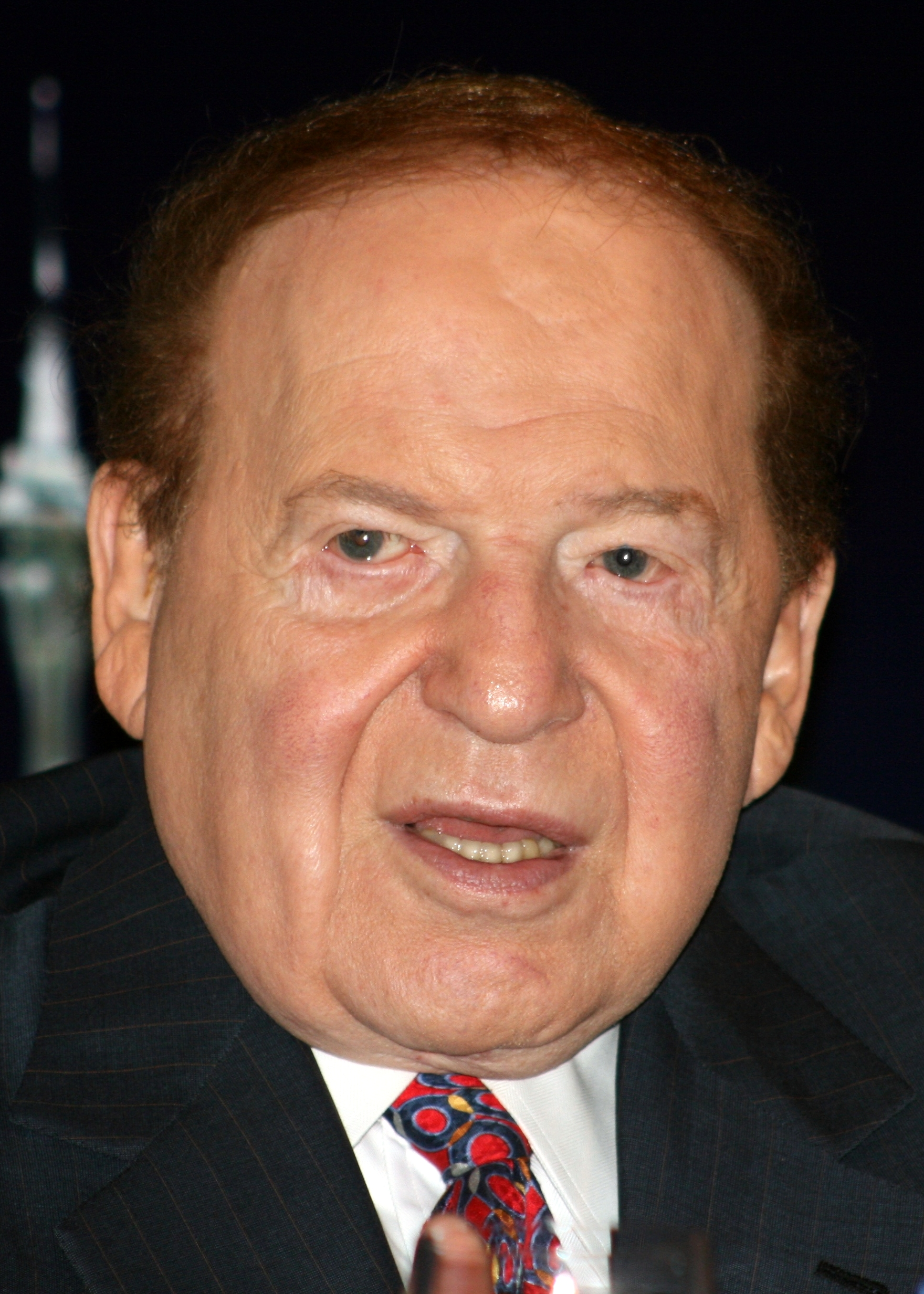
シェルドン・アデルソン

シェルドン・アデルソン（Sheldon Gary Adelson, 1933年8月4日 - 2021年1月11日）は、アメリカ合衆国の実業家。ネバダ州ラスベガスに本社を置く上場企業ラスベガス・サンズの会長かつCEOであり、不動産開発業者。アメリカ屈指の富豪であり、フォーブスの発表による世界長者番付の2007年度版では世界で6番目の億万長者であり、2018年時点で推定総資産は350億ドル（約3兆6千億円）を超えていた。妻、ミリアム・アデルソンとアデルソン財団を設立した。

## プロフィール

### 生い立ち
ボストンの貧しいウクライナ系とリトアニア系ユダヤ人移民の家庭に生まれた。彼の父方（アーサー）の家族はウクライナとリトアニアのユダヤ系であり、彼の母（サラ）はイギリスからの移民である。母方の祖父はウェールズ系の炭鉱夫であった。父はタクシードライバーで、母は編み物屋であった。
彼が最初にビジネスを始めたのは12歳の時で、叔父から200ドル(2015年時点では2640ドル)を借りてボストンで新聞紙を売るライセンスを購入した。16歳の時には、叔父から10,000ドル（2015年時点では98,500ドル）を借りてキャンディー自動販売機のビジネスを始めた。彼は裁判所速記官になるため商業学校に入学し、その後陸軍に入隊した。アデルソンはニューヨーク市立大学シティカレッジに入学したが、退学している。
彼は陸軍を除隊した後、化粧品キットを販売するビジネスを始めた。さらには、De-Ice-Itという氷解スプレーを売るビジネスも始めた。1960年代にはチャーターツアーのビジネスを始めた。彼は30代で二度財産を築いては失ってはいるが、すぐに百万長者になった。彼はビジネスキャリアの中で50以上のビジネスを立ち上げている。

## ビジネスキャリア

### COMDEX
1970年代後半、アデルソンは仲間と共にコンピュータ関連の展示会であるCOMDEXを設立した。第一回目の展示会は1979年であった。1980年代から1990年代を通して最大級のコンピュータ展示会であった。1995年にはアデルソンと彼の仲間はCOMDEXを含めたThe Interface Group Show Divisionを日本のソフトバンクの孫正義に8億6200万ドルで売却し、アデルソンは5億ドル以上を得た。

### サンズ・カジノ

#### ラスベガス(ネバダ州)
1988年、アデルソンと彼の仲間はラスベガスのSands Hotel and Casinoを買収した。ここは以前からフランク・シナトラやRat Packの行きつけでもあった。 翌年、アデルソンたちはSands Expo and Convention Centerを建設した。その時はまだ個人所有でアメリカのコンベンションセンターにより運営されていた。1991年、彼は後妻のミリアムとハネムーンでヴェネツィアを訪れていた時、巨大リゾートホテルの構想を得た。そして彼は、Sands Hotel and Casinoを取り壊した後、1.5億ドルを費やしヴェネツィアをテーマとしたカジノ・リゾートである
ザ・ベネチアンを建設した。ザ・ベネチアンは1999年5月3日に開業し、2003年には1,013室のスイートルームを持つ別館棟であるVenezia Towerを開業させ、ホテルは4,049室のスイートルーム、18軒のレストラン、ゴンドラの行き来する運河を併設したショッピングモールを持つこととなった。2007年8月、アデルソンは2.4億ドルを費やしコタイにザ・ベネチアン・マカオを開業した。そしてコタイ地区に大規模集中型リゾート地Cotai Stripを建設することを発表した。

#### ベスレヘム(ペンシルベニア州)
2000年代後半、アデルソンたちの会社はペンシルベニア州のベスレヘムにカジノ・リゾートを建設することを決定した。2006年にPennsylvania Gaming Control Boardによってスロットの許可が与えられた5つのカジノの内の一つとなった。カジノは2009年5月22日に開業し、テーブルゲームは2010年7月18日に始まった。ホテルは2011年5月27日に開業した。

#### マカオ(中華人民共和国)
アデルソンはサンズのブランドを、1999年12月までポルトガル領であった中華人民共和国のギャンブル街マカオに持ち込む主要プロジェクトの指揮をとった。2004年に開業した100万平方フィートの広さを持つサンズ・マカオは、外資参入が解禁された中国マカオで最初のラスベガススタイルのカジノとなった。彼は2004年12月の株式公開時に69%の株を所有していたため、最初の投資額である2億5600万ドルを1年間で取り戻した。サンズ・マカオが開業して以来、アデルソンの財産は14倍以上にもなった。アデルソンの会社はマカオの弁護士に送金をしたとして、連邦海外腐敗行為防止法による合衆国の捜査下にあると伝えられている。

#### マリーナベイ(シンガポール)
2006年5月、アデルソンのラスベガス・サンズはシンガポールのマリーナベイにカジノ・リゾートを建設する許可を得た。2010年に5.5億ドルを費やし新たなカジノであるマリーナベイ・サンズは開業した。ショッピングモールThe Shoppes、サンズライブシリーズのためのコンベンションセンター、複合プール、ナイトクラブ、2500室のラグジュアリールームを兼ね備えている。

### イスラエルの新聞社
2007年、アデルソンはイスラエルの新聞社マアリヴの買収に失敗した。この時彼は、ヘブライ語新聞で自身が2006年に共同創刊した(その後退いた)Israeliに対抗して無料の日刊新聞を発行するという、もう一つの計画を進めた。そして、日刊新聞イスラエル・ハヨムは2007年7月30日に新たに発行された。2014年3月31日、アデルソンはマアリヴと保守系新聞Makor Rishonを買収する許可をエルサレムの裁判所から得た。2016年、アデルソンの代理人は彼がイスラエル・ハヨムを所有しておらず、彼の親族が所有していることを発表した。

## 政治
シオニストとして知られ、北米のシオニスト組織『バースライト・イスラエル』に2006年には3,000万ドルを、イスラエル建国70年にあたる2018年には7,000万ドルを寄付している。

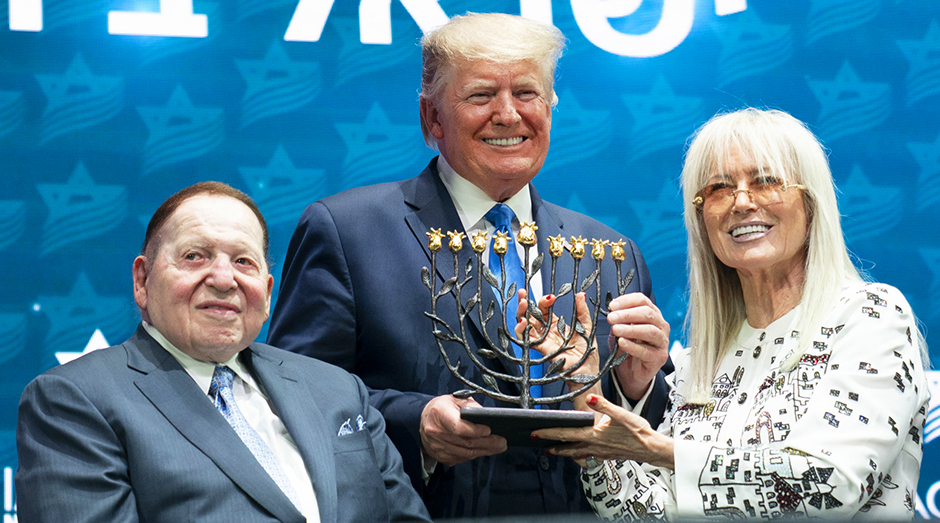
アデルソンとその妻ミリアムからメノーラーを贈られるドナルド・トランプ（2019年12月7日）

2016年アメリカ合衆国大統領選挙に立候補してエルサレムのイスラエル首都承認など親イスラエル政策を掲げるドナルド・トランプを資金面で最も支えてきた共和党の大口献金者であり、トランプの大統領就任式にも単独では過去最高額の500万ドル（日本円で5億円）を寄付している。マカオに権益も抱えていることからトランプに対して米中貿易戦争で中国と折り合いをつけるよう働きかけたとされ、2020年1月に行われた米中経済貿易協定の署名式では同じく中国と関わりの深いブラックストーン・グループCEOのスティーブン・シュワルツマンや元アメリカ合衆国国務長官のヘンリー・キッシンジャーらとともに出席した。2020年8月には新型コロナウイルス感染症への対応をめぐって再選に影響を与えるとしてトランプとの口論が報じられたが、2020年アメリカ合衆国大統領選挙の際も現職のトランプを支持して7500万ドル（日本円で約80億円）を拠出した最大の支援者だった。その死の際にはトランプは「シェルドンは真のアメリカンドリームを体現した。彼の創造力や才能が計り知れない富をもたらし、その性格と慈善活動は偉大だった」と惜しんだ。
日本への進出にも意欲を示し、トランプ大統領を通じて日本の安倍晋三首相にラスベガス・サンズの日本参入を求めたともプロパブリカに報じられていたが、2020年5月に日本市場から撤退することを表明した。